# BBC One
BBC One es el primer canal de televisión británico de la BBC. Fue inaugurado oficialmente el 2 de noviembre de 1936 como BBC Television Service, abreviado después a BBC Television y fue la primera cadena de televisión del Reino Unido, así como la primera cadena del mundo en ofrecer una emisión regular. Al igual que el resto de medios de la mencionada corporación, esta cadena se financia, exclusivamente, a través del canon televisivo y su programación no se interrumpe con cortes publicitarios. BBC One se destaca por ofrecer una programación de carácter general y por sus programas informativos.

## Historia

### Inicios deBBC Television
El 30 de septiembre de 1929 comenzó, desde su estudio de Long Acre (Londres), sus primeras transmisiones experimentales de televisión. Para ello, BBC adoptó el sistema de televisión electromecánica desarrollado por el inventor escocés John Logie Baird, consistente en un sistema de barrido de la imagen de 30 líneas. La retransmisión simultánea de sonido e imagen comenzó el 30 de marzo de 1930 a través de un nuevo transmisor, y poco a poco comenzaron a desarrollarse pruebas de emisión continuada.
BBC conmenzaría a desarrollar transmisiones con sus propios medios a partir del 22 de agosto de 1932, creando para ello un nuevo estudio en la capital y nuevas infraestructuras para el sistema de emisión electrónica. Las emisiones regulares de BBC se inauguraron oficialmente, en la banda de frecuencias VHF, el 2 de noviembre de 1936, con discursos del Postmaster General (director general de Correos), del presidente de la BBC y del presidente del Consejo Asesor de la Televisión, el barón Selsdon. La cadena adoptó en 1937 el sistema Marconi de 405 líneas, el cual se mostró superior al de Baird en cuanto a calidad de imagen. En un principio, el radio de emisiones era de 40 kilómetros alrededor del transmisor situado en Alexandra Palace, pero poco a poco la señal fue en aumento.
La BBC se vio obligada a interrumpir abruptamente el servicio de televisión el 1 de septiembre de 1939, al poco tiempo de estallar la Segunda Guerra Mundial. El último programa emitido fue una película de animación de Mickey Mouse, El gran estreno de Mickey (1933).

### Desarrollo de la televisión en Reino Unido
BBC retomó los servicios de televisión el 7 de junio de 1946, con la aparición de una de las presentadoras de la cadena durante los años 30, Jasmine Bligh. La Corporación se apresuró en desarrollar el sistema de televisión a través de todo el país, aumentando la cobertura a Birmingham en 1949 con la apertura de un transmisor. A comienzos de los años 50, la cobertura del canal era total en todo el país. La sede del canal de televisión fue la sede de Alexandra Palace hasta que la cadena se mudó a los estudios de Lime Grove en la década del 50, y al BBC Television Centre en 1960, sitio en el que permanece desde entonces hasta 2012, cuando, tras desprenderse de las instalaciones, se desplaza a la Broadcasting House en el centro de Londres.
Un importante paso para la consolidación de BBC Television fue el comienzo regular de los servicios informativos, BBC News, el 5 de julio de 1954, así como la transmisión de emisiones en directo tales como la coronación de Isabel II del Reino Unido, una de las mayores coberturas en la historia del canal.

### Aparición de cadenas privadas y competencia
BBC Television mantuvo el monopolio de las emisiones de televisión hasta 1955, año en que aparece la empresa Independent Television (ITV) en virtud de una Ley Audiovisual que pretendía desarrollar el servicio de TV a través de la competencia. Esto obligó a la BBC a cambiar su estrategia, identidad y prioridades, obligándola a competir para evitar una pérdida de audiencia. Así comenzó a implementar programación popular con series, concursos y producciones nacionales.
Con la aparición de BBC2, esta cadena pasa a llamarse BBC1 y consolidó su oferta de programación general, relegando al segundo canal una programación de carácter más cultural y arriesgada. La cadena pasó a emitir programación en el sistema a color de 625 Líneas en la banda de frecuencias UHF en 1969, cesando las emisiones monocromáticas en el sistema de 405 líneas en los años 1980. Además, amplió su horario de emisiones.

### BBC en la actualidad
El canal actualmente mantiene su oferta de programación general, con una especial atención a la producción propia y a sus servicios informativos, dentro de una amplia oferta en la BBC que incluyen los nuevos canales digitales (BBC Three y BBC Four) y la competencia contra el resto de empresas privadas de televisión (ITV1, Channel 4, Five). La cadena ha ido perdiendo audiencia como parte del proceso de diversificación de la oferta televisiva, aunque recuperó en los años 1990 la condición de cadena más vista del Reino Unido.

## Programación
La programación es de carácter general, pero debe mantener unos valores de servicio público, dentro de lo estipulado por la Corporación. Destaca en la producción de programas informativos (2500 horas anuales), documentales y entretenimiento. Dentro de sus programas informativos BBC News incluye BBC Breakfast, los informativos de las 13:00, 18:00 y las 22:00 (el informativo más visto en Reino Unido), así como la retransmisión meteorológica, programas de política y acontecimientos especiales o de última hora. Sus informativos conectan simultáneamente con el canal de BBC News desde 1997.
El canal destaca también en su producción de documentales, que abarca una importante parte de la parrilla de programación, y de dramas enfocado especialmente en la producción propia. La serie más vista del canal es la novela EastEnders, en emisión desde 1985 y también ha realizado otras series vendidas internacionalmente como Life on Mars, Monty Python's Flying Circus, Little Britain o Doctor Who entre otras. Dentro del entretenimiento, BBC ha exportado a otros países formatos de programas como Strictly come dancing o Have I Got News for You.
Destacan también las emisiones deportivas de la cadena BBC Sport y la programación infantil de CBBC. También es el canal que emite anualmente en Reino Unido la competencia final del Festival de la Canción de Eurovisión, certamen que ha organizado en ocho ocasiones, en 1960, 1963, 1968, 1972, 1974, 1977, 1982 y 1998, lo que constituye el récord entre todas las emisoras participantes en el festival.

### Programación territorial
Para reflejar las distintas regiones que forman el Reino Unido, BBC One tiene desconexiones regionales para Escocia, Gales e Irlanda del Norte. La programación varía según la región y cada centro territorial colabora en la programación y cobertura de acontecimientos para la Corporación.
Hasta la llegada en 2002 de la televisión digital terrestre, la cual permite la recepción de la programación regional en distintos puntos, BBC emitía un informativo genérico llamado UK Today que recogía las principales noticias de todos los distintos centros territoriales.

## Dirección

### Directores de BBC One
- 1936–1939: Gerald Cock
- 1946–1947: Maurice Gorham
- 1947–1950: Norman Collins
- 1950–1957: Cecil McGivern
- 1957–1961: Kenneth Adam
- 1961–1963: Stuart Hood
- 1963–1965: Donald Baverstock
- 1965–1967: Michael Peacock
- 1967–1973: Paul Fox
- 1973–1977: Bryan Cowgill
- 1977–1981: Bill Cotton
- 1981–1984: Alan Hart
- 1984–1987: Michael Grade
- 1987–1992: Jonathan Powell
- 1992–1996: Alan Yentob
- 1996–1997: Michael Richard
- 1997–2000: Peter Salmon
- 2000–2005: Lorraine Heggessey
- 2005–2007: Peter Fincham
- 2007–2008: Roly Keating
- 2008–2010: Jay Hunt
- 2010–2013: Danny Cohen
- 2013–actualidad: Charlotte Moore